# Museo Civico Archeologico Villa di Traiano

Il Museo Civico Archeologico "Villa di Traiano" è un museo facente parte del Parco archeologico della Villa di Traiano, con una sede distaccata nel centro storico di Arcinazzo Romano. Costituisce uno strumento indispensabile per la lettura e la comprensione della residenza imperiale romana, illustrandone aspetti e tecniche costruttive, nonché esponendone il ricchissimo corredo marmoreo e decorativo, suddiviso tra le due sedi del museo. Accreditato in O.M.R., dal 2019 fa parte del sistema museale Medaniene e del Sistema Museale Tematico Archeologico PROUST.

## Sede Villa di Traiano
Inaugurata il 20 giugno 2004, la sede museale all'interno del parco archeologica è stata ricavata in due piccoli casali appositamente restaurati. Ospita i reperti più significativi rinvenuti nel corso delle campagne di scavo, contemplando elementi architettonici e decorativi come marmi, stucchi dorati, raffinatissimi pavimenti in opus sectile, alcuni frammenti degli affreschi dai colori vivaci che decoravano le sale della residenza imperiale. Tra questi, si segnala parte di un clipeo recante la figura della Vittoria militare alata, con trofeo d’armi. Dal tondo del clipeo partivano a raggiera quattro fascioni rossi che dividevano in altrettante parti lo spazio curvo; lo sfondo scuro era decorato da festoni con girali e palmette e da un fregio continuo a meandro. La Vittoria era legata alle imprese militari, con il compito di annunciare l’esito delle
battaglie: nel frammento conservato nel museo, è raffigurata con ali spiegate mentre scende a terra; nella mano sinistra stringe un’asta con alla sommità un trofeo d’armi.
Oltre ai frammenti di affreschi, i numerosi elementi architettonici e la grande quantità di marmi, in composizioni figurate mediante opus sectile, attestano l'elevata qualità dell'apparato decorativo della villa, in grado di suscitare stupore per la ricchezza e la qualità tecnica, come emerge anche dai reperti preservati presso la sede museale nel centro del paese di Arcinazzo Romano.

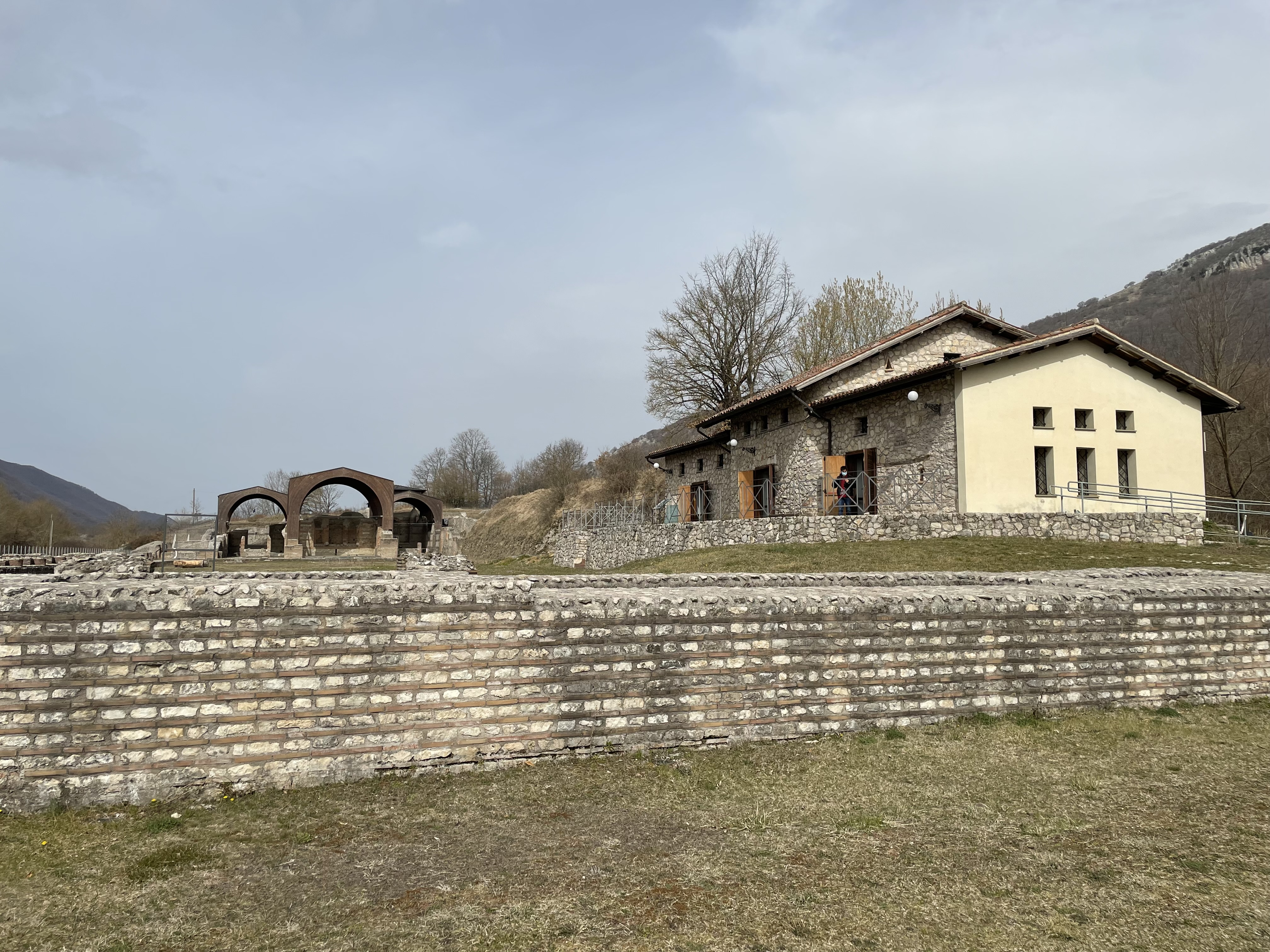
Museo Civico Archeologico "Villa di Traiano".
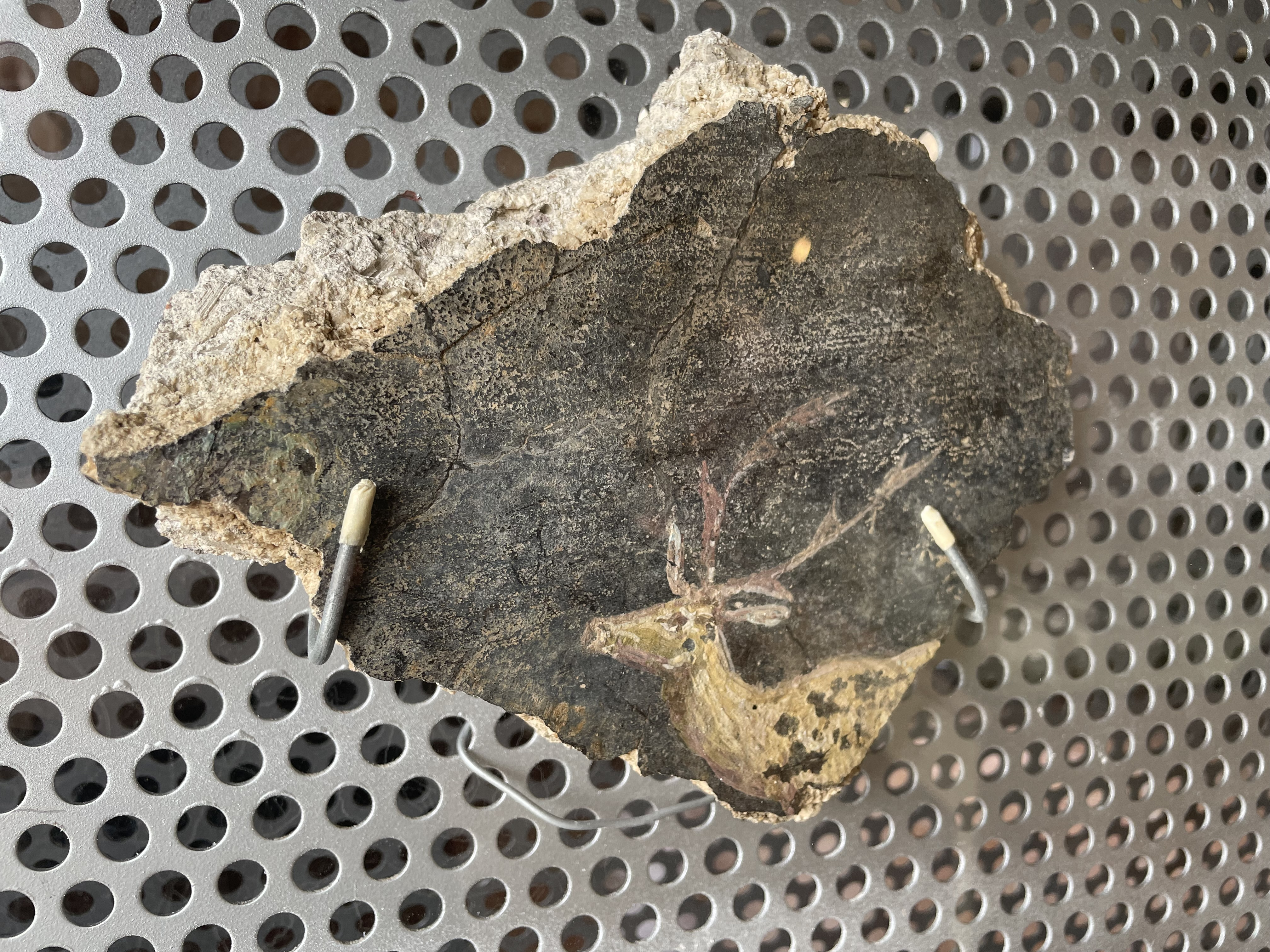
Frammento di affresco parietale.
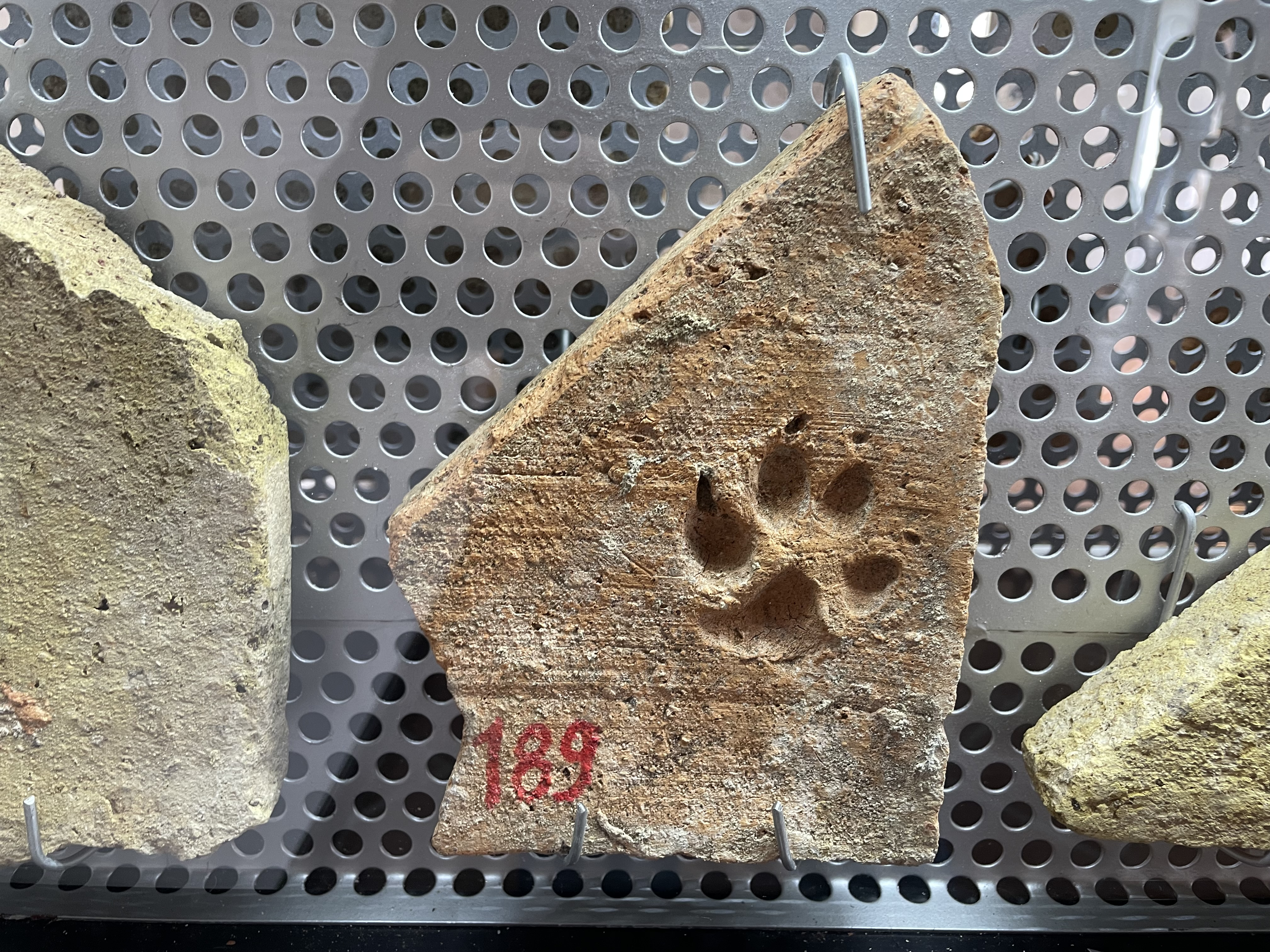
Frammento di laterizio con impronta di lupo.
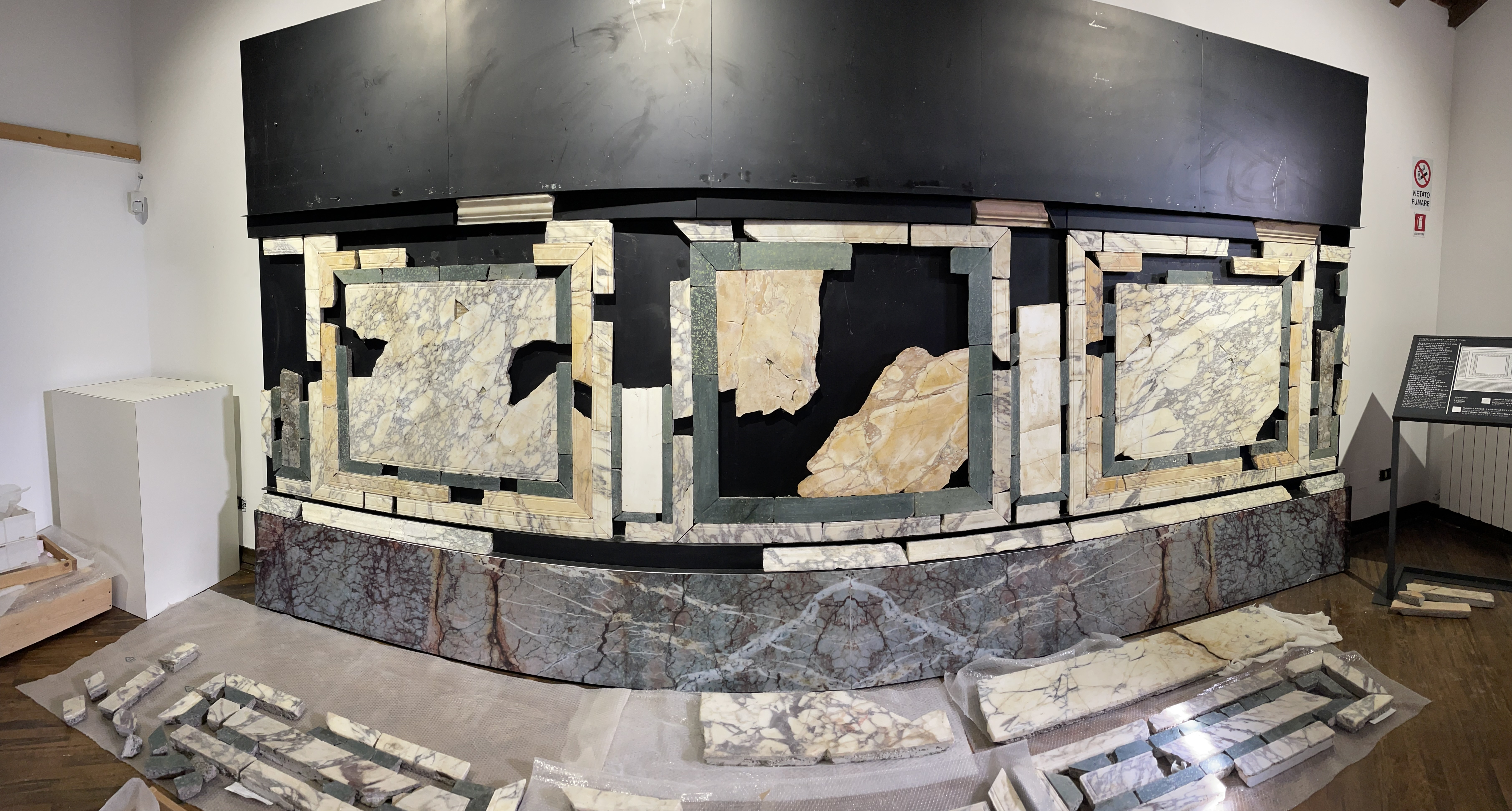
Ricomposizione di pannelli marmorei in opus sectile.

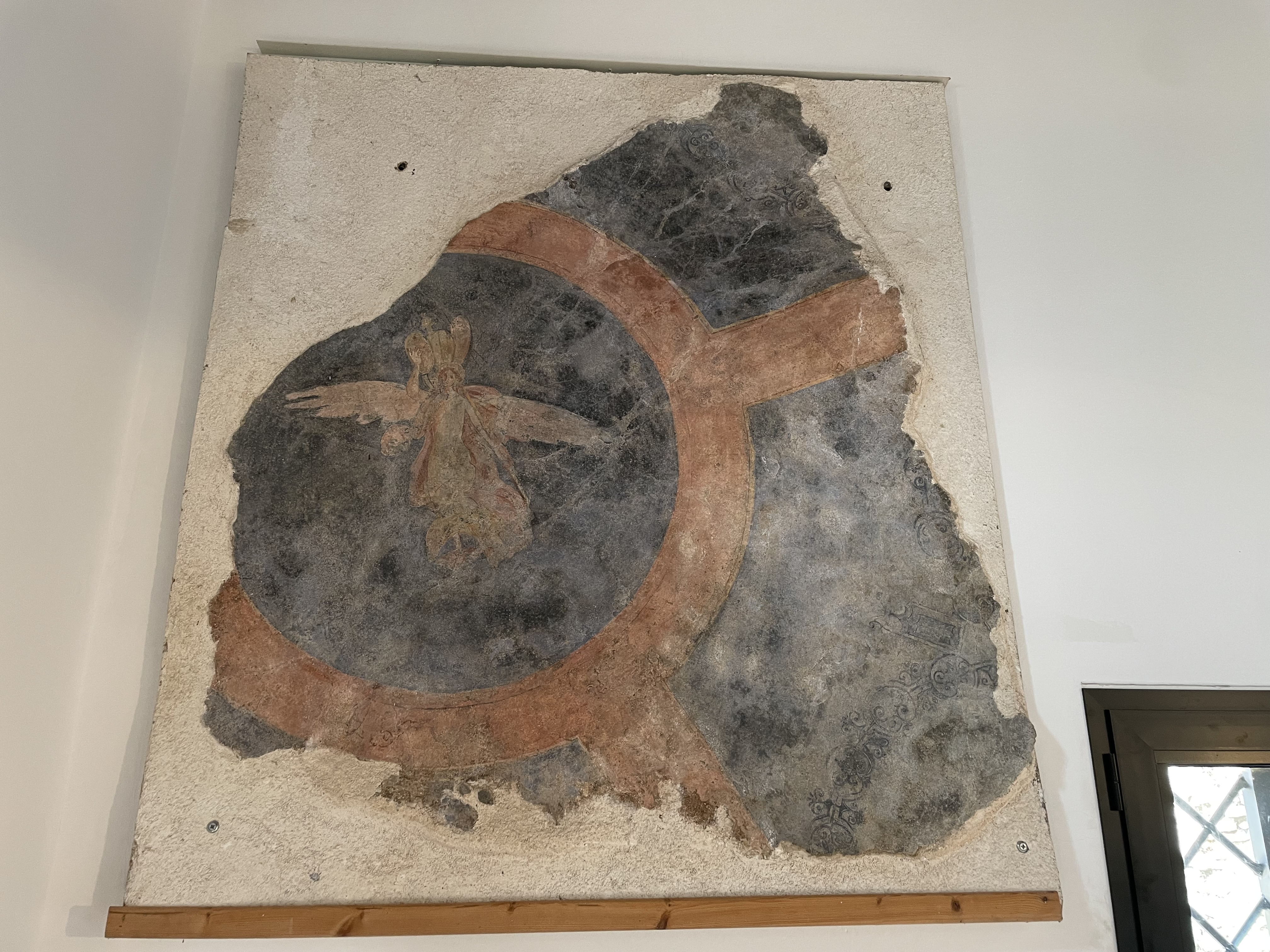
Particolare del clipeo raffigurante la Vittoria alata.
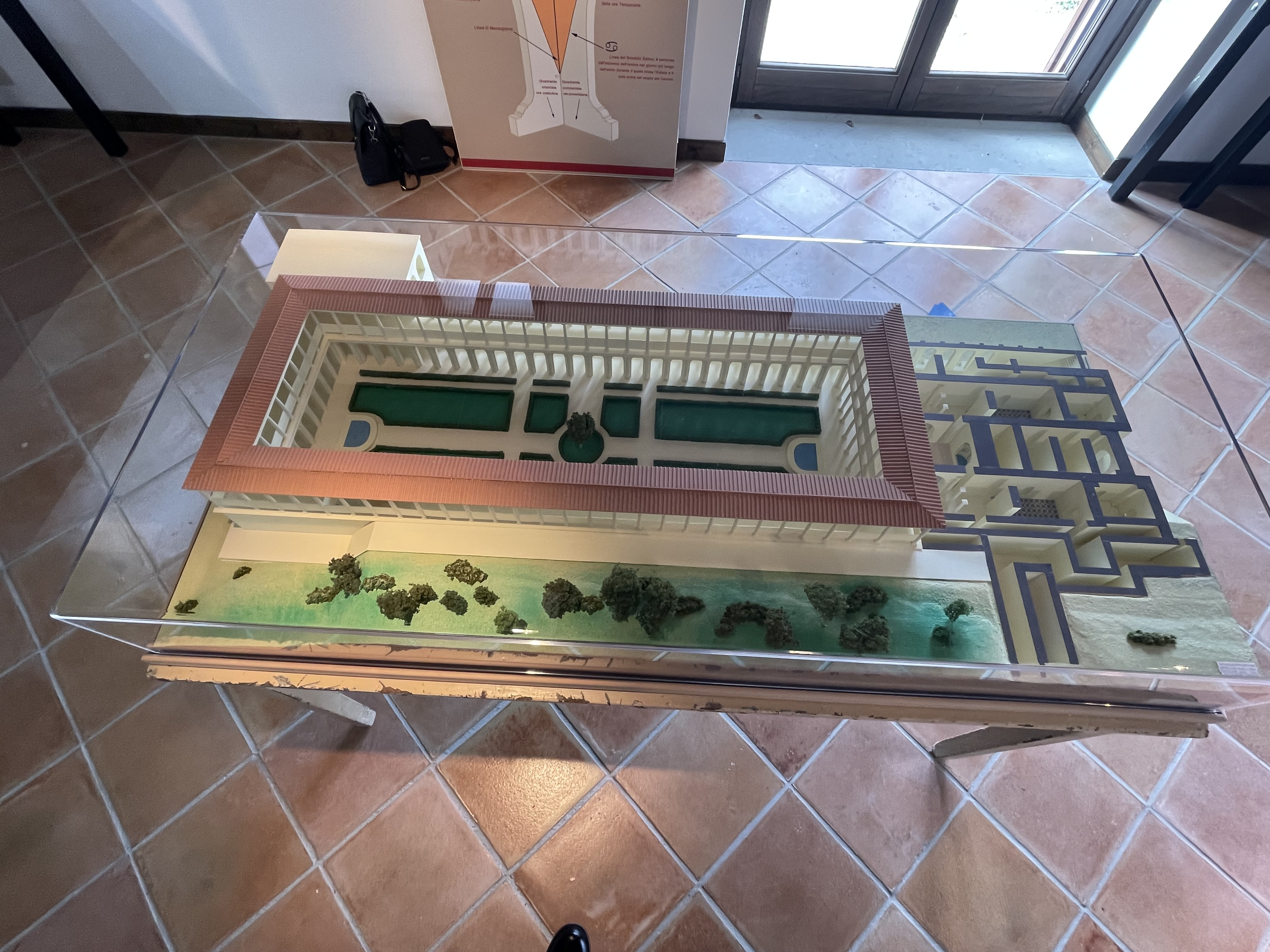
Plastico ricostruttivo di parte della villa.
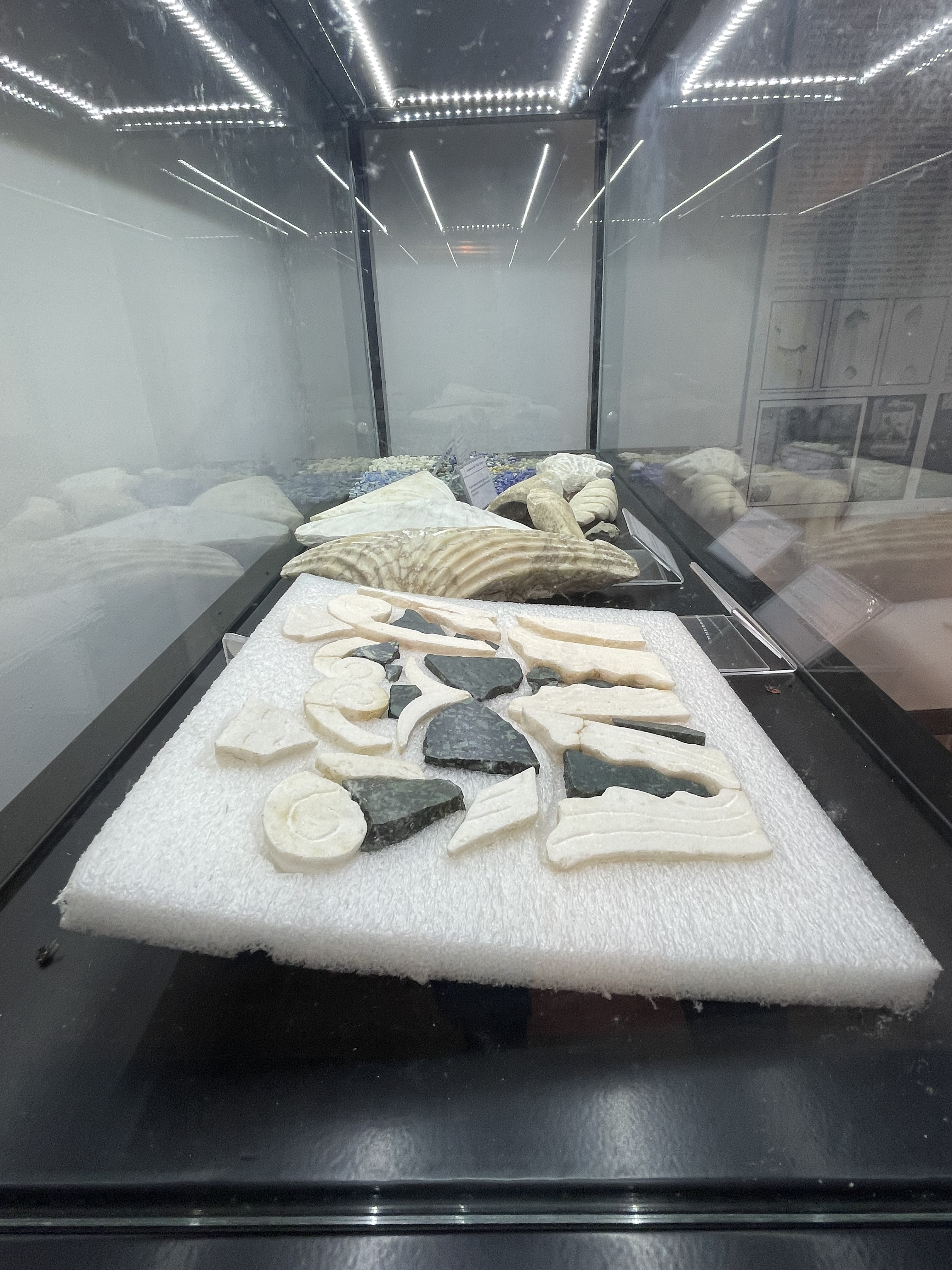
Capitello di lesena in opus sectile.
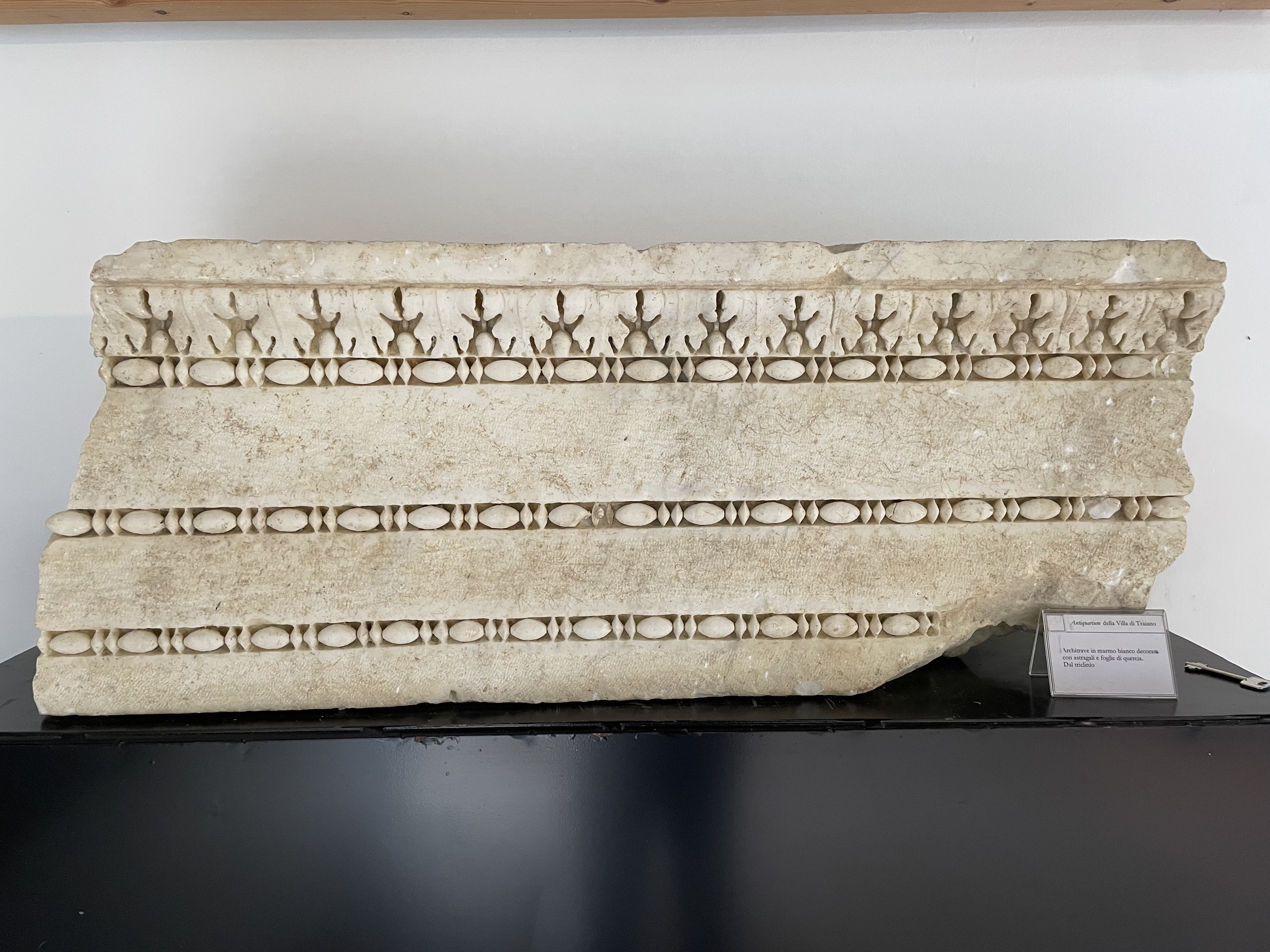
Porzione di architrave con decorazione ad astragali.
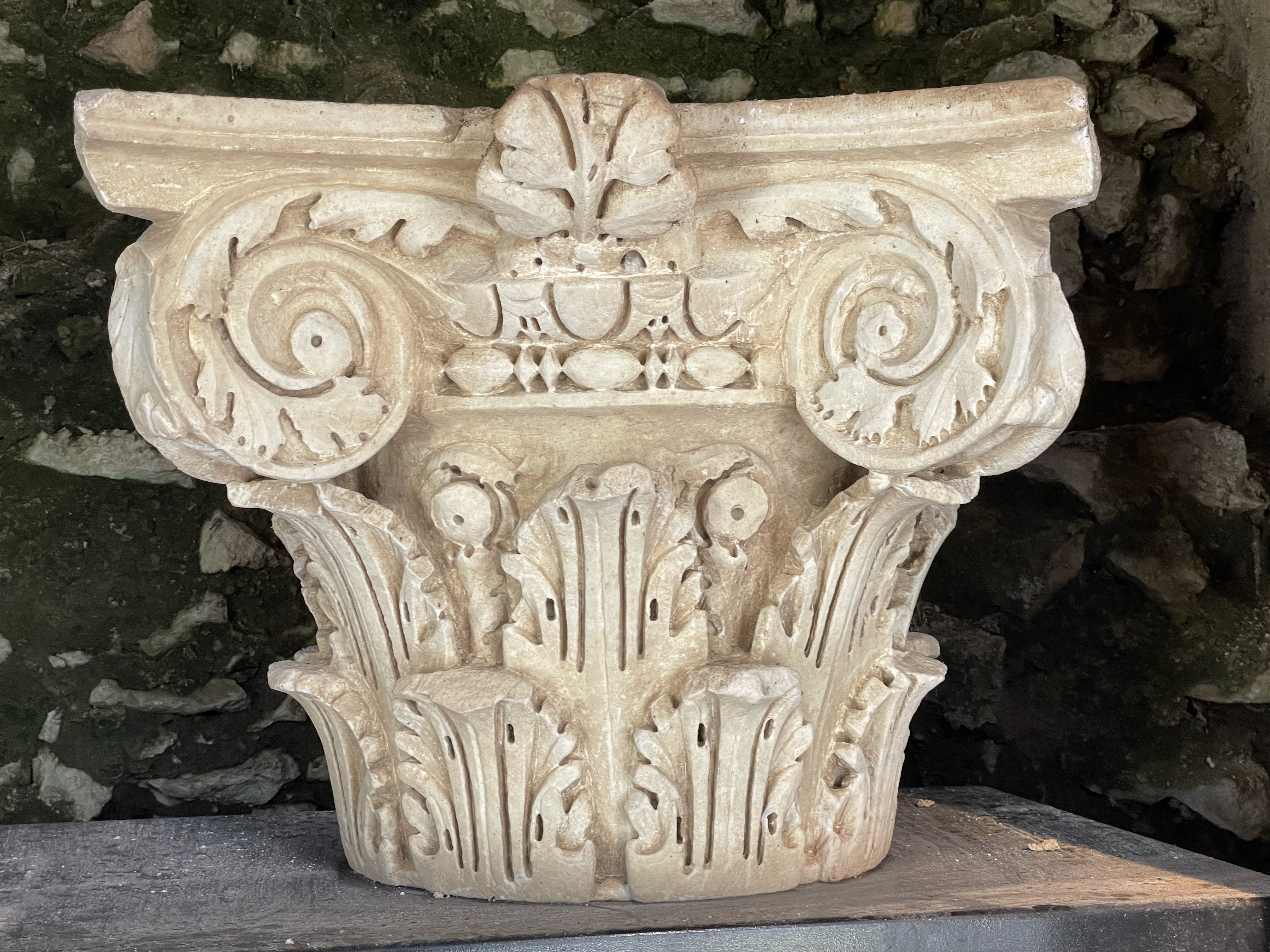
Capitello in marmo.

## Sede via S. Nicola
La sede distaccata in via S. Nicola in Arcinazzo Romano ospita la ricomposizione degli stucchi decorativi del complesso monumentale della Villa di Traiano. Si tratta di elementi di altissima qualità, frutto di un sapiente artigiano scelto tra i più talentuosi dell’epoca. Diversi riquadri e raffigurazioni, rinvenuti in ottimo stato di conservazione, anche se frammentari, testimoniano una elevatissima capacità tecnica e artistica, tanto nella composizione granulometrica dei materiali, quanto nella semplicità e raffinatezza dell'esecuzione. Come ulteriore fattore decorativo è presente solo l’oro, che assume un rilievo tutto speciale: la doratura, anche, se le tracce sono abbondantissime, non era 
estesa all’intera superficie, ma interessava solo alcune parti delle figure, dei motivi floreali e delle cornici. Non si è invece riscontrato altrove l’impiego di veri e propri
filamenti in oro che erano inseriti nei forellini della capigliatura di testine in forte rilievo, disposte su una cornice. Nel complesso traianeo le dorature sono attestate anche su foglie in bronzo che erano applicate a lastre di rivestimento.

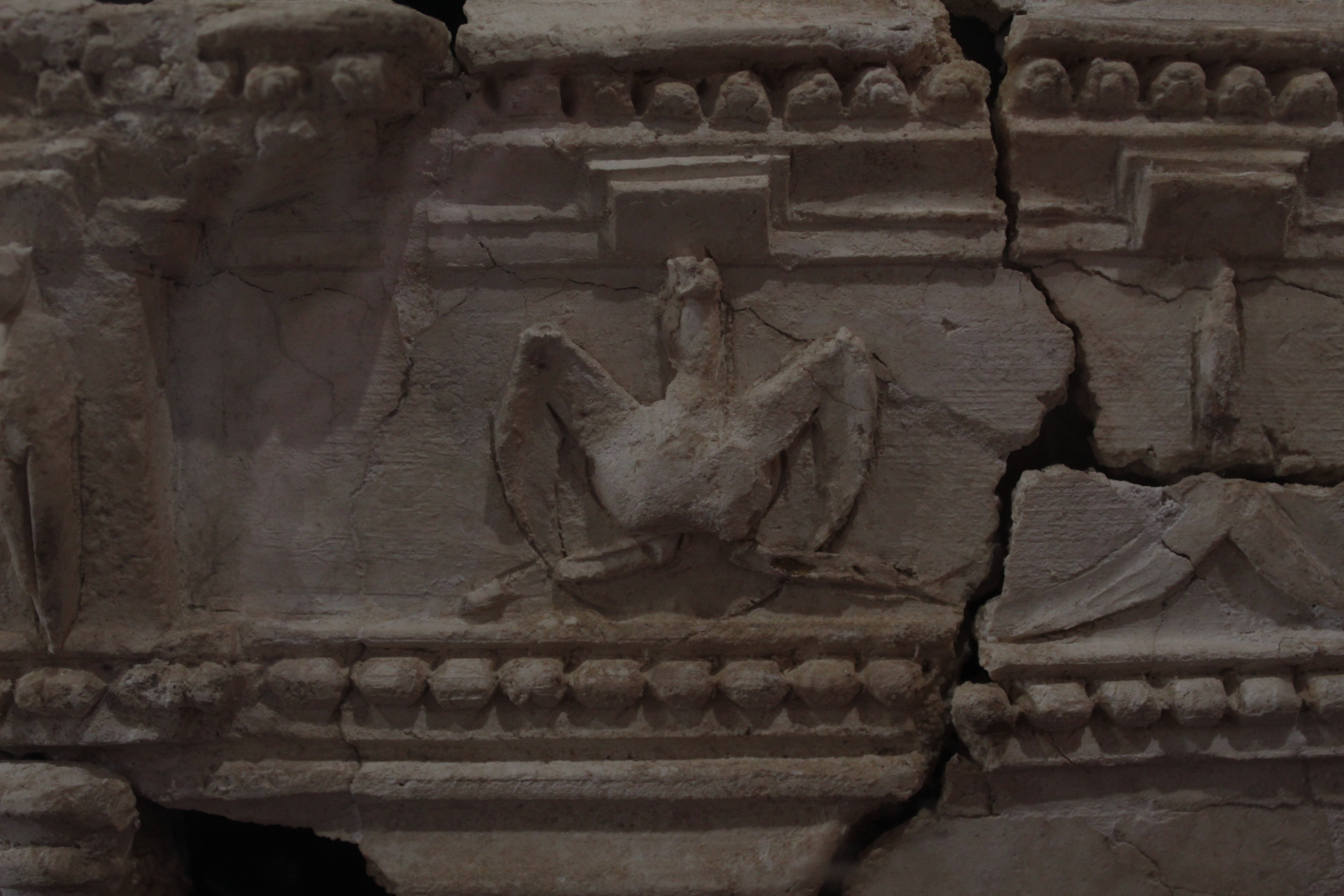
Frammento di intonaco.
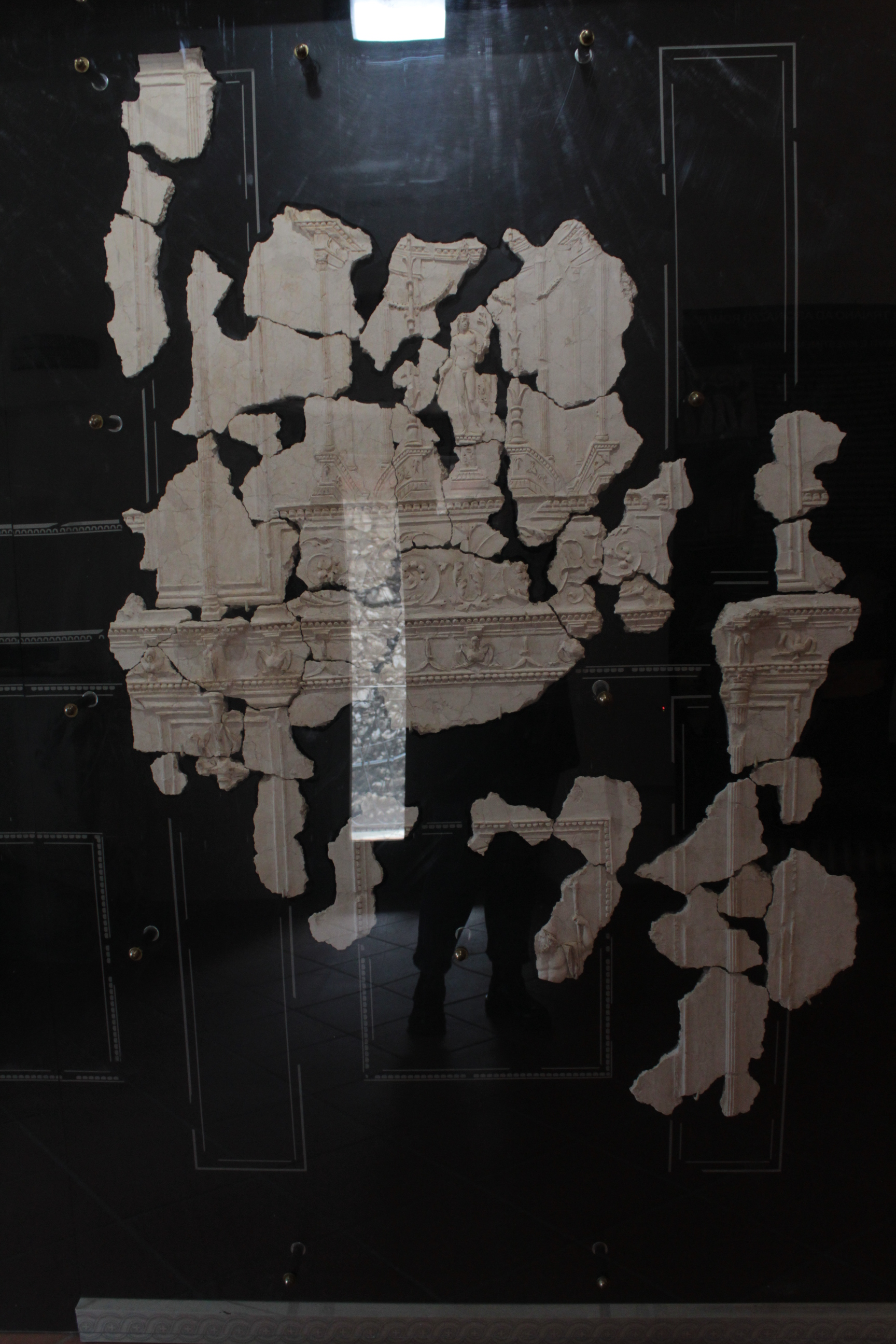
Ricomposizione di pannello parietale.
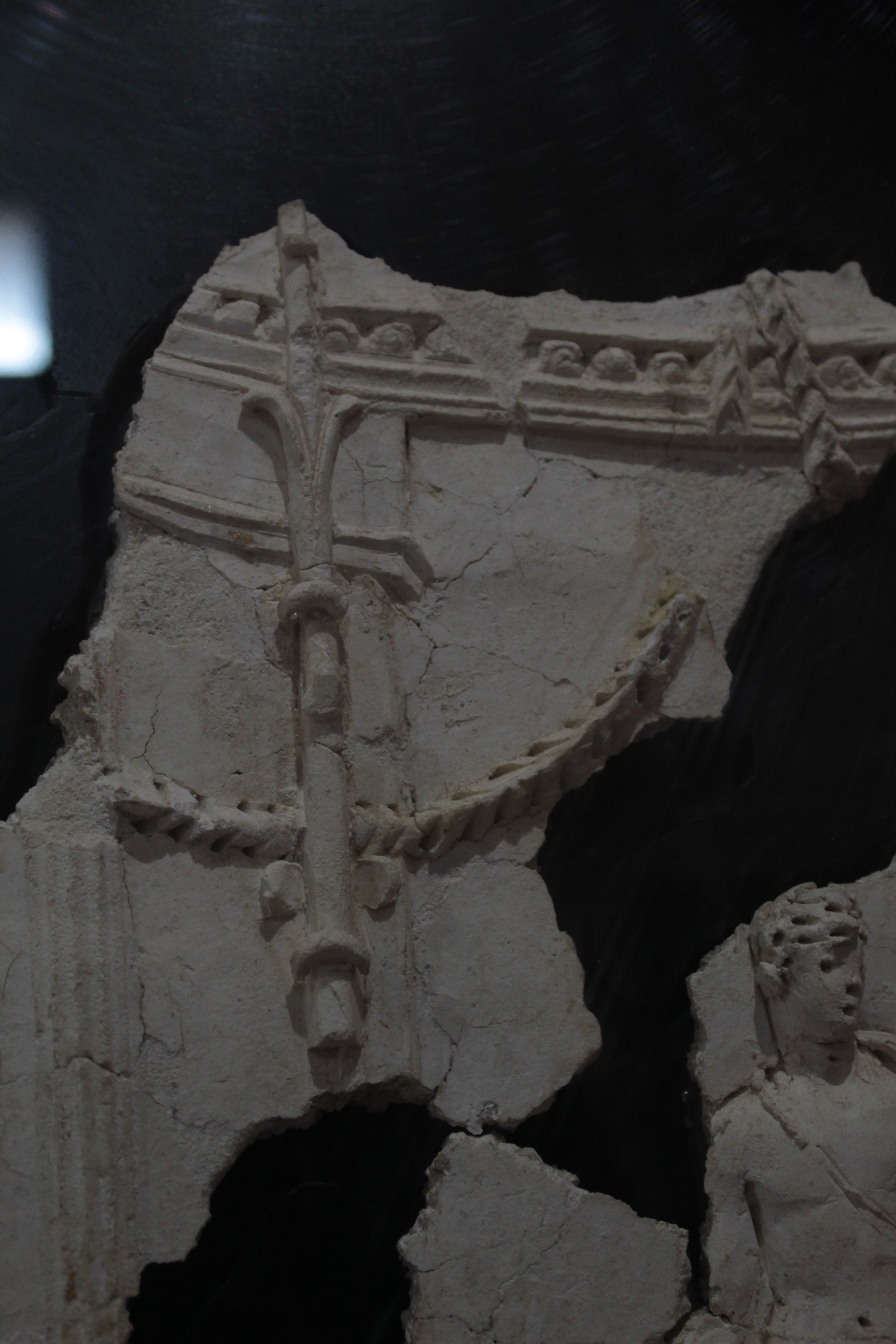
Frammento di intonaco.
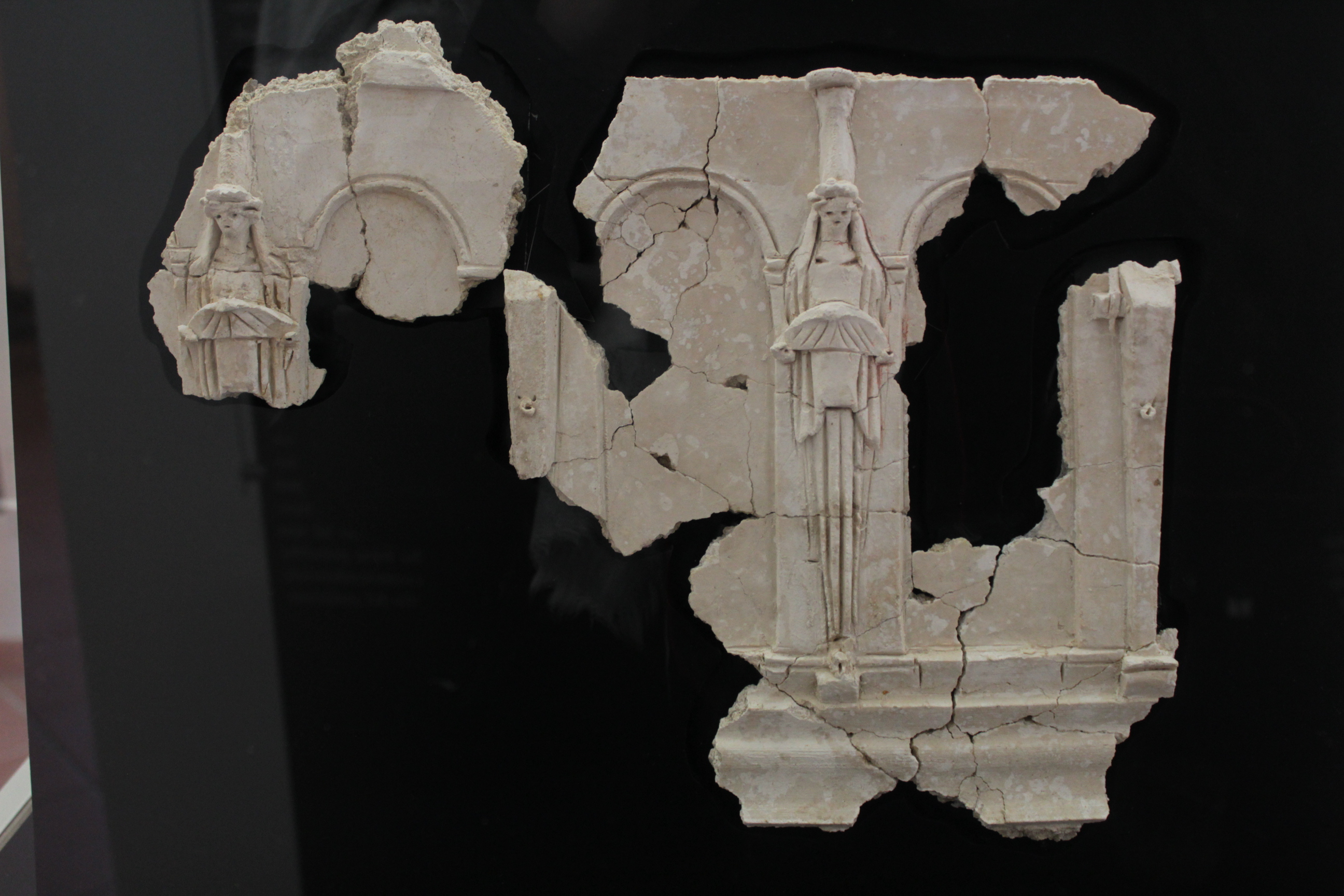
Frammento di intonaco.
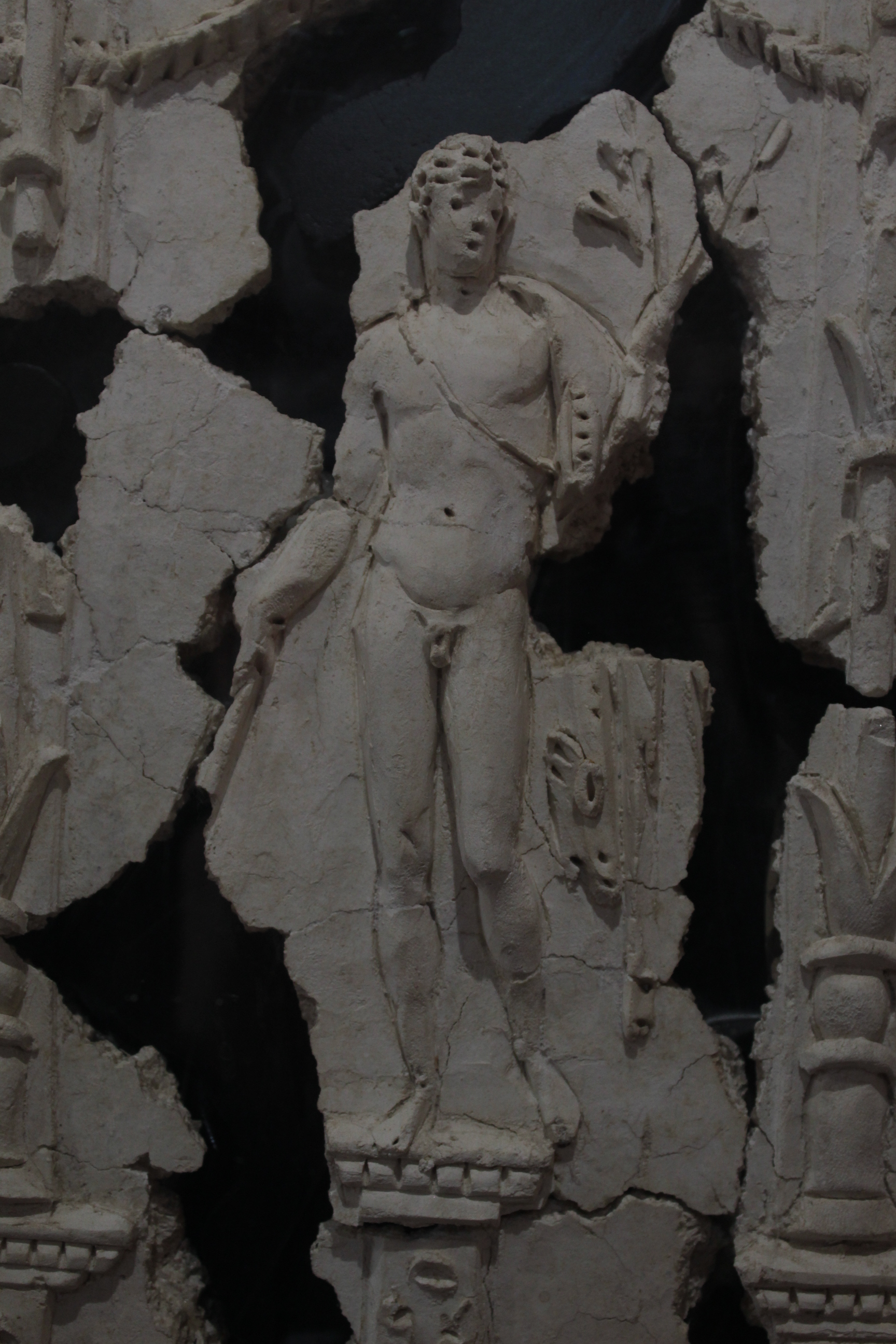
Frammento di intonaco.

Gli stucchi, in fase di studio e restauro, come anche i pavimenti e la decorazione architettonica, attestano che per realizzare la villa furono ingaggiate maestranze attive
già nel periodo pre-traianeo, come suggerirebbero alcuni particolari miniaturistici della decorazione di cornici e architravi, effettuato a mano sulle parti applicate con
lo stampo. Ancora incerto il significato delle figure: non si riconoscono divinità e se le scene costituissero un preciso programma iconografico legato alla persona dell’imperatore e alle sue gesta, oppure se fossero semplici motivi ornamentali, sebbene di altissima fattura.
Oltre ad elementi decorativi architettonici, di eguale raffinatezza esecutiva, nelle sale museali sono presenti anche due ricomposizioni pittoriche, che rivelano grande qualità pittorica. La prima proviene dalla parete sud del cubiculum annesso al triclinio della villa. Presenta una fascia di colore rosso con la dettagliata raffigurazione di un portico visto di scorcio e illuminato dal sole. Al centro del portico vi è un inserviente vestito di tunica listata di blu, con il capo cinto da una corona vegetale, nell’atto di
aprire una cassetta per l’incenso posata su un altare marmoreo circolare. Sono presenti altre figure, che fanno pensare nel complesso a cerimonie o sacrifici alla
presenza dell’imperatore come pontifex maximus e di alti ufficiali, dal momento che i tendaggi simili ai padiglioni degli accampamenti suggeriscono un contesto militare: potrebbe quindi trattarsi di un riferimento alle imprese di Traiano.
La seconda ricomposizione raffigura invece una scena nilotica collocata originariamente nella volta a crociera - con orditura lignea e tessitura di mattoni quadrati - del medesimo ambiente del cubiculum.  Una barca di papiro accoglie tre personaggi semisdraiati, tutti coronati di pampini, che richiamano subito un'ambientazione simposiaca. Tutt’intorno si sviluppa un paesaggio acquatico di colore verde-azzurro, pieno di vita, tipico del delta del Nilo, popolato da animali esotici - si riconoscono un coccodrillo e un ibis - nel mezzo di una rigogliosa vegetazione palustre.

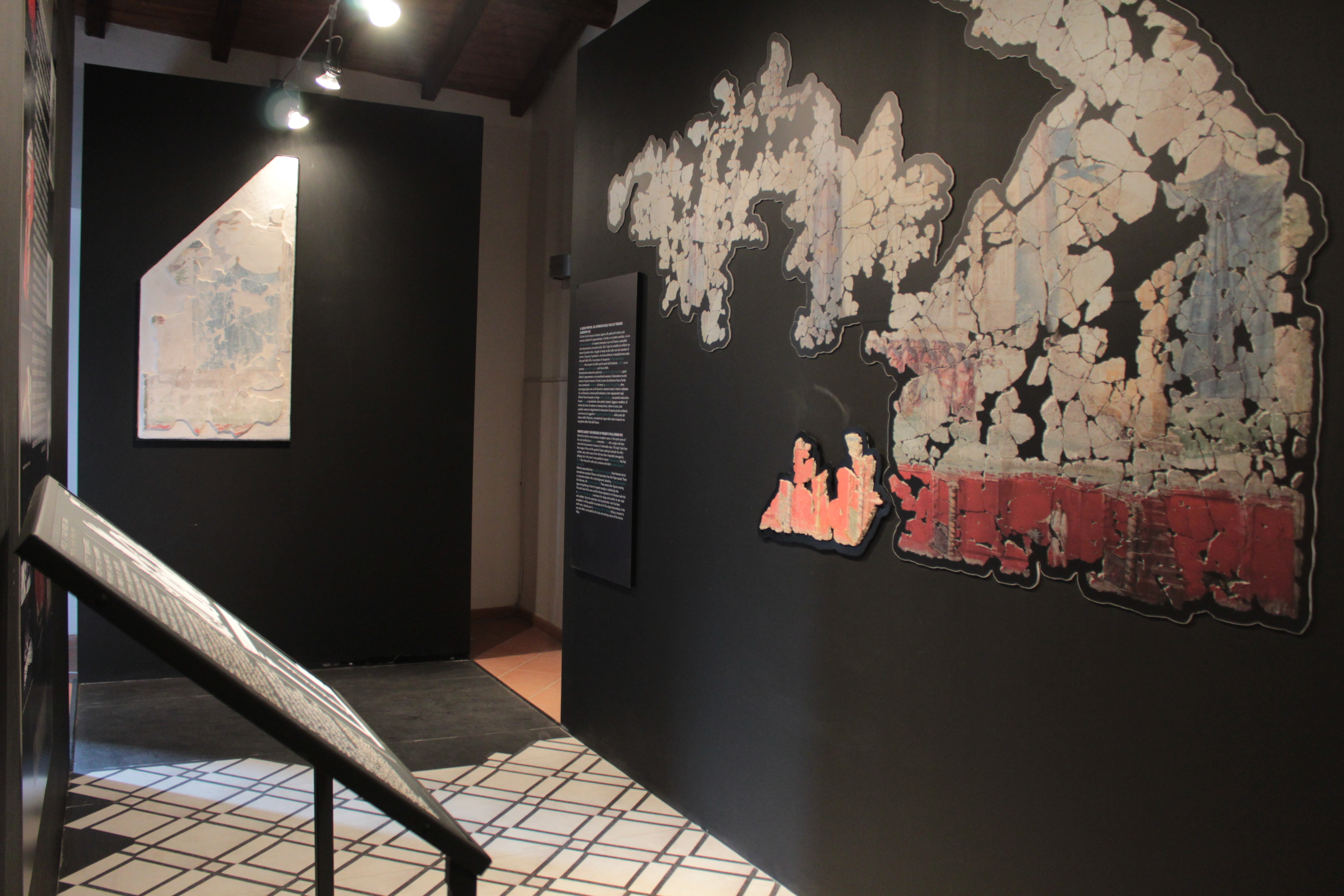
Affreschi della parete sud del cubiculum della villa.
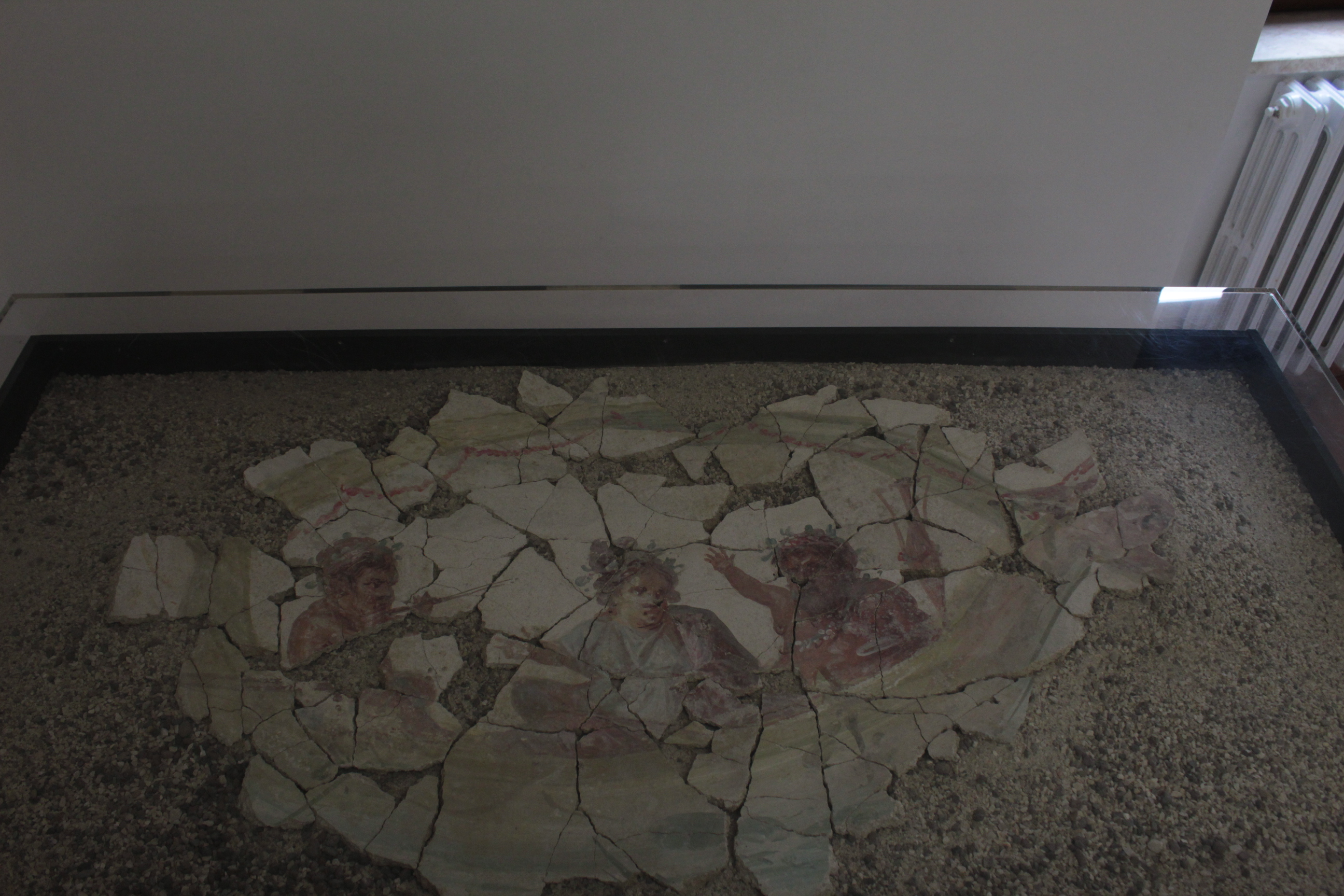
Frammenti di intonaco dipinto relativi alla volta dell’ambiente XVI.